# Adelssitz Hopsing
Der Adelssitz Hopsing ist eine abgegangene mittelalterliche bzw. frühneuzeitliche Niederungsburg in der Einöde Hopsing, einem Ortsteil der niederbayerischen Gemeinde Aicha vorm Wald im Landkreis Passau.
Die Anlage wird als Bodendenkmal unter der Aktennummer D-2-7345-0157 im Bayernatlas als „untertägige mittelalterliche und frühneuzeitliche Siedlungsteile im Bereich des ehem. Adelssitzes und der heutigen Einöde Hopsing“ geführt.

## Beschreibung
Der Adelssitz Hopsing liegt 240 m südlich des Reßbachs, der nach 800 m in die Kleine Ohe einmündet. Die fünfeckige Anlage nimmt in der Ost-West-Richtung ca. 60 m und in der Nord-Süd-Richtung 50 m ein. Sie ist vollständig von den Gebäuden des Einödhofes Hopsing überbaut.